# Niyazi Aytekin
Niyazi Aytekin (* 24. Dezember 1964 in Ankara) ist ein ehemaliger türkischer Boxer. Er war als Berufsboxer internationaler deutscher Meister im Mittelgewicht.

## Leben
Aytekin bestritt zwischen November 1984 und Mai 1992 31 Kämpfe als Berufsboxer. Aus 15 ging er als Sieger hervor. Im September 1989 unterlag er in München Konrad Mittermeier im Kampf um die internationale deutsche Meisterschaft im Supermittelgewicht. Ende April 1990 stand Aytekin wieder in einem Titelkampf im Ring und wurde im Mittelgewicht internationaler deutscher Meister, als er in Bielefeld Marian Rudy bezwang. Diesen Titel verteidigte Aytekin Mitte November 1990 in der Hamburger Sporthalle Wandsbek gegen den einheimischen Patrick Pipa ebenso erfolgreich wie Ende Mai 1991 in Berlin, als er den aus der Hauptstadt stammenden Andreas Marks besiegte. Seine dritte und letzte erfolgreiche Titelverteidigung als internationaler deutscher Meister sowie zugleich sein letzter Kampf im Berufsboxen erfolgte Ende Mai 1992, als sich Aytekin in Köln gegen Owen Reece durchsetzte.
Aytekin wurde zeitweise in Korbach von Manfred Jassmann als Trainer betreut, zuvor war der Türke in Wolfsburg ansässig.